# Budapest Sport Egyesület
Lo Budapest Sport Egyesület è stata una società di pallacanestro femminile di Budapest, capitale dell'Ungheria.
Ha vinto la Coppa Ronchetti nel 1982-1983.
Nel 2013 si è fusa con il MTK.

## Palmarès
- Coppa Ronchetti: 1

1982-1983
- Campionato ungherese femminile: 11

1957, 1959-1960, 1967, 1973, 1974, 1977, 1978, 1979, 1980-1981, 1985-1986, 1987-1988